# South Norfolk
South Norfolk är ett distrikt (motsvarande kommun) i grevskapet Norfolk i England, Storbritannien. Distriktet har 144 593 invånare (2022). Större orter är Diss och Wymondham, dessutom ligger en del av tätorten Norwich i South Norfolk. Distriktet är indelat i 118 civil parishes.  Någon administrativ huvudort finns ej, distriktet delar administrationsbyggnad med Broadland strax utanför Norwich.